# Іланг-іланг
Іланг-іланг, або кананга запашна (Cananga odorata) — тропічне дерево родини аннонових (Annonaceae), до якої належать такі роди як азиміна, черімоя і сметанне яблуко. Зазвичай класифікується як єдиний представник свого роду, проте іноді рід продовжують поділяти на кілька видів.

## Назва
Термін «іланг-іланг» — тагальского походження і також посилається на квіти рослини, зеленувато-жовті або рожеві, що дивовижно пахнуть. У перекладі з полінезійської означає «квітка всіх квіток».

## Будова
Вічнозелене листяне дерево до 15 м висотою. Рослину запилюють жуки. Специфічна будова квітки свідчить, що дерево належить до перших квіткових рослин на планеті.

## Поширення та середовище існування
Росте у тропічних рівнинних дощових лісах та заростях ліан від Південно-Східної Азії до Північної Австралії.

## Застосування
Іланг-іланг використовують в:
- парфумерії («східні» або «квіткові» композиції),
- аромотерапії,
- косметиці,
- релігійних обрядах.

В Індонезії без квітів іланг-ілангу не обходиться жодна весільна церемонія, релігійні обряди.
Солодкий аромат квітів іланг-ілангу навіює спогад про жасмин або неролі. Іноді він використовується в ароматизаторах харчових продуктів, напоїв, солодких кремів, салатів тощо. Ефірну олію з квітів отримують методом дистиляції з парою.

### Фізіологічний вплив
Іланг-іланг володіє сильною антидепресивною, протисудомною, антисептичною, седативною, загальнотонізуючою дією. Нормалізує артеріальний тиск. Зменшує (знімає), головний біль. Нормалізує менструальний цикл. Допомагає при аритмії, ішемічній хворобі серця. Стимулює статеву активність. Регулює роботу сальних залоз. Ефективний при проблемній шкірі.
Показання до застосування:
- депресія, апатія, безсоння, а також стани, пов'язані зі стресом;
- підвищений артеріальний тиск, прискорене серцебиття;
- імпотенція, фригідність;
- клімакс;
- мігрень, головні болі;
- жирна шкіра, випадання волосся, вугрі, укуси комах.

## Виробництво

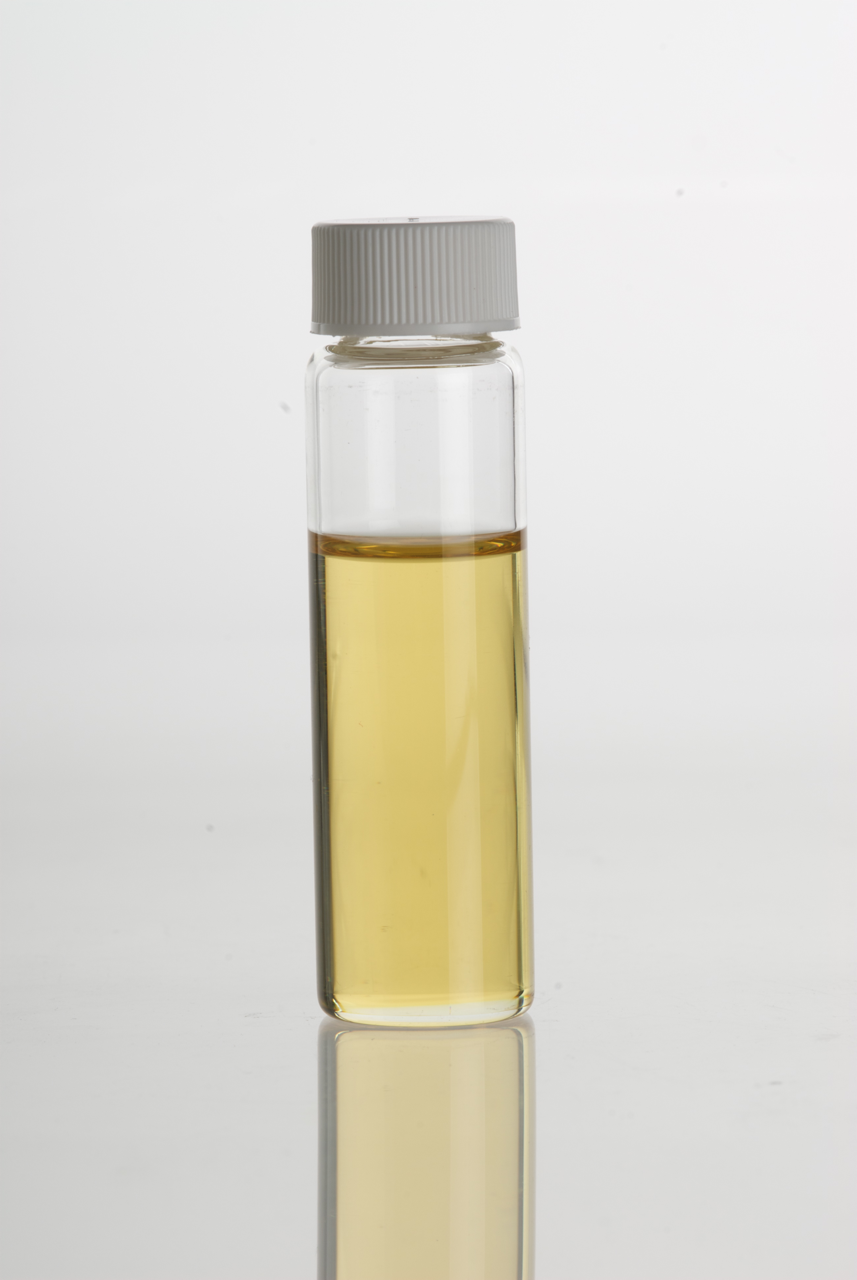
Флакон із ефірною олією «Іланг-іланг»

Іланг-ілангову ефірну олію було вперше приготовлено в 1860 році на острові Лусон (Філіппіни) з квітів вічнозеленого тропічного дерева, спорідненого магнолії. За місцевою традицією населення острова під час свят розвішували гірлянди цих великих, розкішних квітів, які мають неповторний, приємний запах. Олію було представлено на Всесвітній Паризькій виставці 1878, де вона відразу привернула увагу парфумерів.
Олію отримують із великих жовтих квітів дерева, висота якого в дикому вигляді досягає 20 м. Культурні дерева на плантаціях для зручності збору квітів підрізають таким чином, щоб їх висота не перевищувала 2-3 м. Олія має запаморочливий, квітково-солодкуватий аромат, який нагадує жасминовий. Щоб отримати 1 г запашної рідини треба переробити 500 г квіток.
Ефірна олія «Іланг-іланг» (Ylang-ylang essential oil) становить близько 29 % експорту з Коморських Островів (1998).
Олія іланг-іланг входить до складу «Шанель № 5», створених у 1921 році видатним парфумером Ернстом Бо.

## Галерея

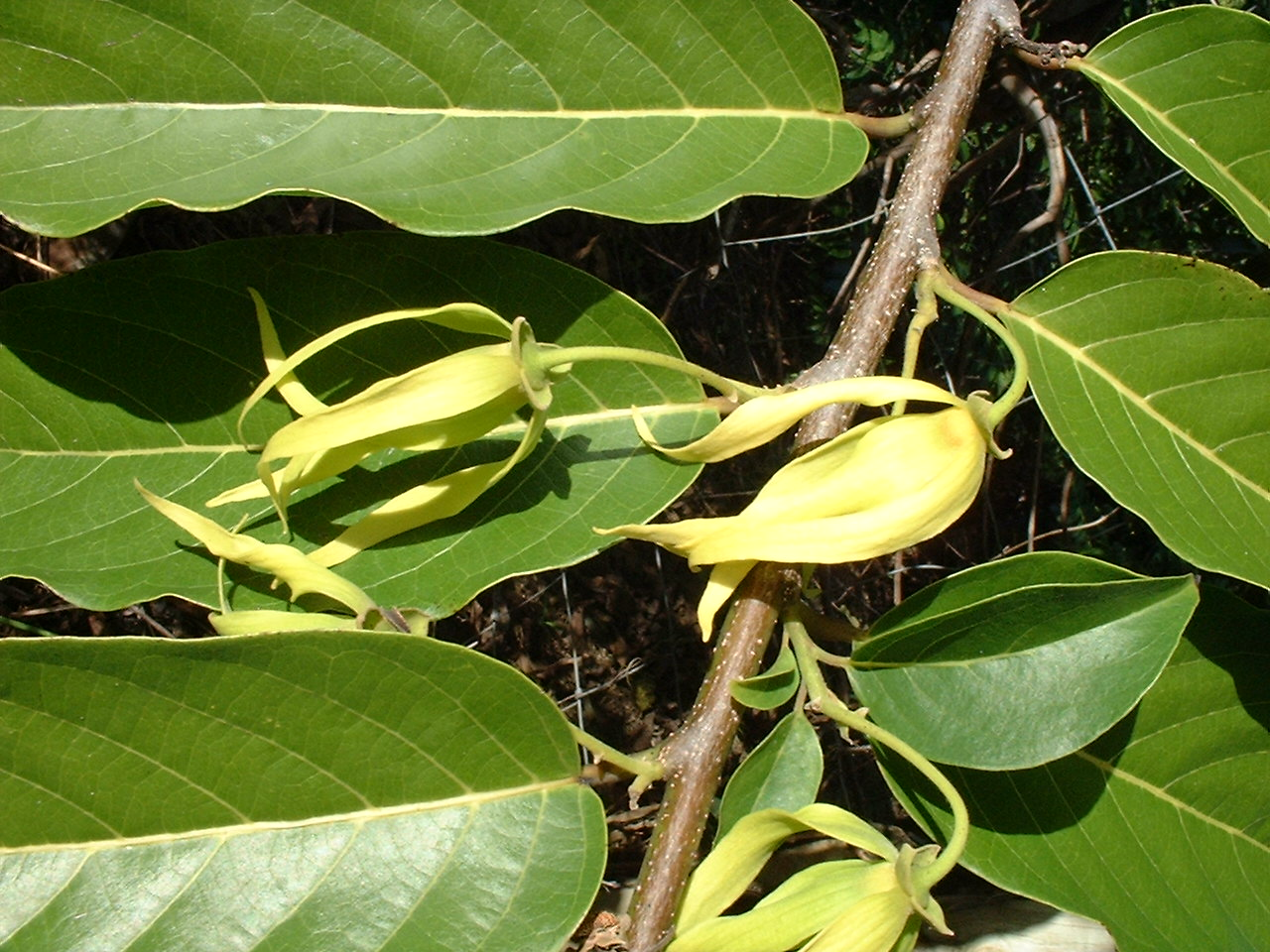
Квіти
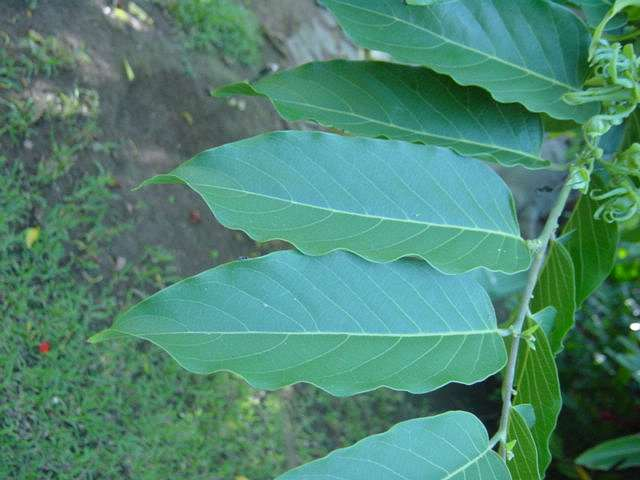
Листя
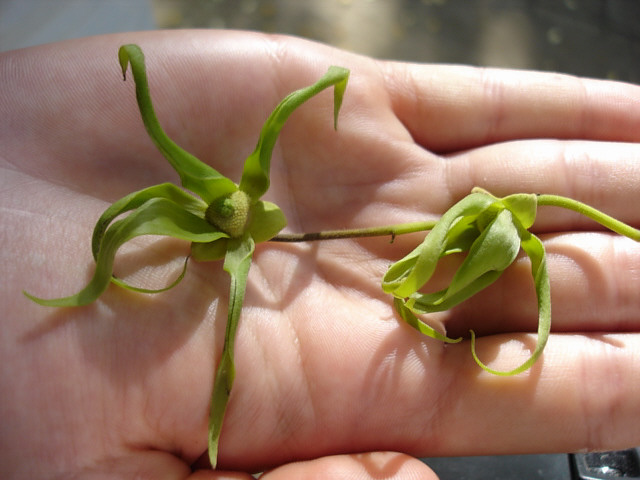
Розмір квітки
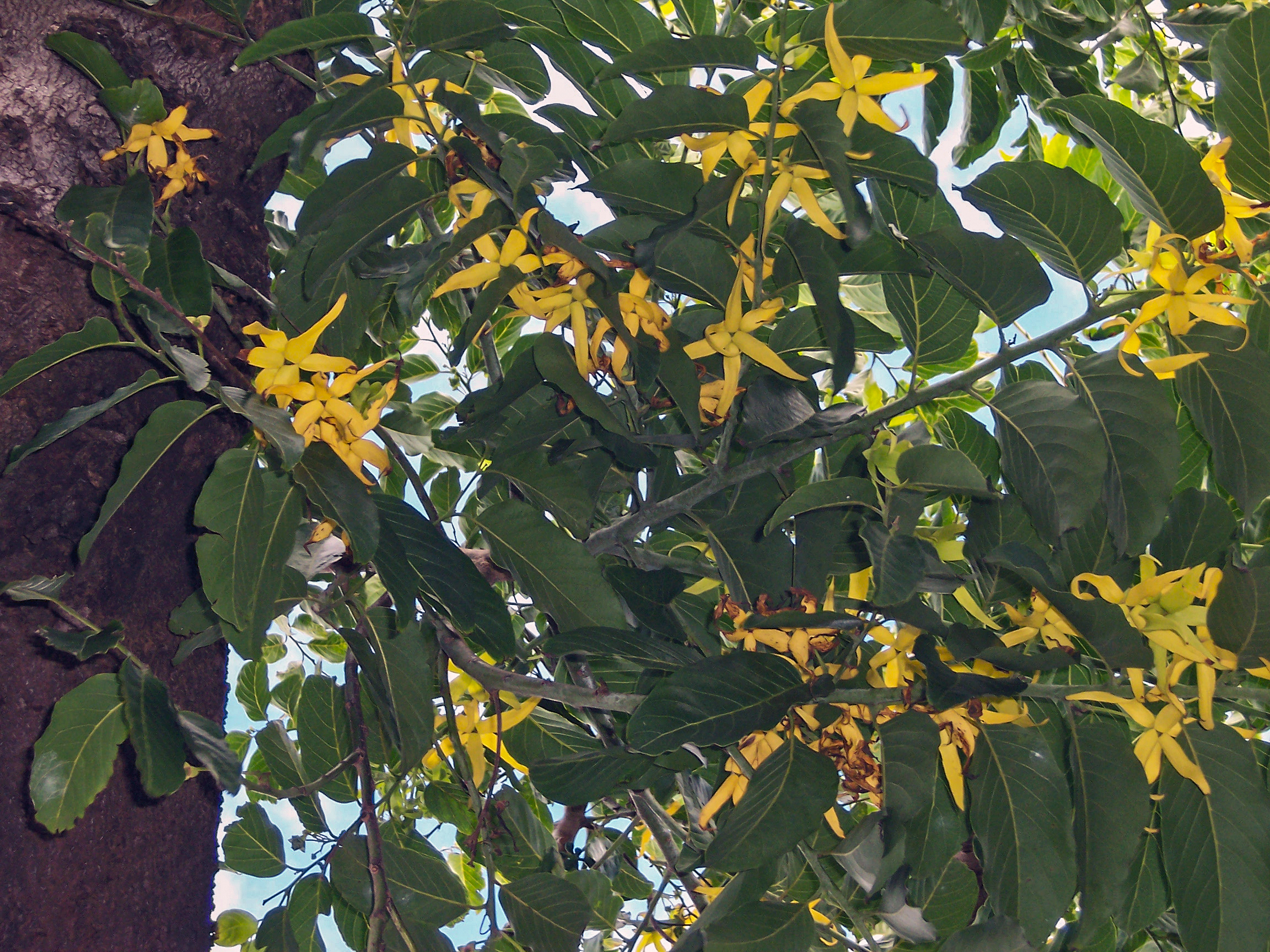
Квіти та листя